# Христофор I Антиохијски
Патријарх Христофор I је био православни патријарх Антиохије од 960. до 967. године.

## Биографија
Родом из Багдада који се првобитно звао ʻИса, преселио се у Сирију под владавином Сејфа ал-Давле, Хамданидског емира Алепа, и преузео посао секретара подређеног емира у Шаизару. Умешао се у црквене контроверзе у Антиохији и њени хришћани су га изабрали за новог патријарха након смрти патријарха Агапија.
Као патријарх, Христофор је предузео образовне и добротворне напоре да помогне хришћанима, укључујући преговоре са Сејф ал-Давлом о смањењу пореза. Када је 965. године у Антиохији избила побуна, коју је предводио Рашик ал-Насими, Христофор је стао на страну емира и повукао се у манастир Симеона Столпника како би избегао везе са побуњеницима. Након што је побуна коначно угушена, патријарх је постао фаворит на двору Саифа ал-Давле, али је створио непријатеље у Антиохији.
Када је Сејф ал-Давла умро почетком 967. године, непријатељи патријарха су искористили тренутни вакум моћи и сковали заверу против њега. Иако га је на ову опасност упозорио пријатељ муслиман по имену Ибн Аби ʻАмр, Христофор је одлучио да остане у Антиохији. Оптужујући патријарха за заверу против Антиохије са савезницима Саифа ал-Давле и са Византинцима, завереници су убедили групу гостујућих војника из Хорасана да га убију у ноћи 23. маја 967. Глава му је одсечена, а тело бачено. у реку Оронт. Убрзо након тога, група локалних хришћана пронашла је тело у реци и у тајности га однела у локални манастир, где је Христофор почео да се поштује као мученик.
Крајем 969. године, војске цара Никћфора II освојиле су Антиохију, а нови патријарх Антиохије Теодор II донео је Христифорово тело у град на јавно поштовање. Коначно је сахрањен у мермерном саркофагу на западној страни цркве Светог Петра.

## Наслеђе
Вековима је грчка православна црква у Антиохији поштовала Христофора као свеца 21. или 22. маја, као што показују литургијски рукописи на сиријском и арапском језику који укључују календаре светаца. Међутим, са растућом доминацијом византијског обреда у раној модерној Сирији, његово поштовање је нестало.